# 46 Armia (ZSRR)
46 Armia (ros. 46-я армия) – związek operacyjny Armii Czerwonej w czasie II wojny światowej.
Została sformowana na bazie 3 Korpusu Strzeleckiego. W działaniach bojowych brała udział w okresach:
- 23.11.1941–28.01.1942;
- 15.05.1942–29.03.1943;
- 01.06.1943–23.07.1943;
- 08.08.1943–11.05.1945[1].

## Dowódcy armii
- gen. por. Stiepan Czerniak (30.07.1941 - 21.12.1941)
- gen. mjr Aleksandr Chadiejew (21.12.1941 - 28.04.1942)
- gen. mjr Wasilij Siergaćkow (28.04.1942 - 28.08.1942)
- gen. por. Konstantin Leselidze (28.08.1942 - 25.01.1943)
- gen. mjr Iwan Rosły (25.01.1943 - 10.02.1943)
- gen. mjr Aleksandr Ryżow (11.02.1943 - 22.03.1943)
- gen. mjr Grigorij Kotow (23.03.1943 - 08.04.1943)
- gen. mjr Wasilij Głagoliew[2] (23.03.1943 - 27.10.1943)
- gen. por. Iwan Szlomin (27.05.1944 - 16.01.1945)
- gen. por. Aleksandr Pietruszewski (04.03.1945 - 09.05.1945)[3]